# Seberang Teratak Air Hitam
Seberang Teratak Air Hitam is een bestuurslaag in het regentschap Kuantan Singingi van de provincie Riau, Indonesië. Seberang Teratak Air Hitam telt 298 inwoners (volkstelling 2010).